# ს
Das San (ს) ist der 18. Buchstabe des georgischen Alphabets. Der Buchstabe stellt den Laut [⁠s⁠] dar und wird im Deutschen mit dem Buchstaben S oder (zwischen zwei Vokalen) mit dem Digraphen ss transkribiert.
Heute wird im Mchedruli-Alphabet nur noch das ს verwendet. Im historischen Chutsuri-Alphabet gab es noch den Großbuchstaben Ⴑ; das kleingeschriebene Pendant dazu war das ⴑ.
Es war dem Zahlenwert 200 zugeordnet.

## Zeichenkodierung
Das San ist in Unicode an den Codepunkten U+10E1 (Mchedruli) bzw. U+10B1 (Chutsuri-Großbuchstabe) und U+2D11 (Chutsuri-Kleinbuchstabe) zu finden.